# Więcław, Hạt Świdwin
Więcław [ˈvjɛnt͡swaf] (tiếng Đức: Venzlaffshagen)  là một ngôi làng thuộc khu hành chính của Gmina Brzeżno, thuộc quận Świdwin, West Pomeranian Voivodeship, ở phía tây bắc Ba Lan. Nó nằm khoảng 4 kilômét (2 mi) phía nam Brzeżno, 12 km (7 mi) về phía nam của Świdwin và 85 km (53 mi)     về phía đông của thủ đô khu vực Szczecin.